# Those Troublesome Tresses
Those Troublesome Tresses è un cortometraggio muto del 1913 diretto da George D. Baker. È una delle numerose comiche interpretate per la Vitagraph dalla coppia formata da John Bunny e Flora Finch, qui affiancati dai più giovani Wally Van e Lillian Walker.

## Produzione
Il film fu prodotto dalla Vitagraph Company of America.

## Distribuzione
Distribuito dalla General Film Company, il film - un cortometraggio in una bobina - uscì nelle sale cinematografiche statunitensi il 19 agosto 1913.